# رام ثريا
رام ثريا (بالإندونيسية: Ram Soraya)‏ هو مذيع إندونيسي، ولد في 4 نوفمبر 1949 في سورابايا في إندونيسيا.

## وصلات خارجية
- رام ثريا على موقع IMDb (الإنجليزية)
- رام ثريا على موقع قاعدة بيانات الفيلم (الإنجليزية)